# CJ (rapper)
CJ, pseudonimo di Christopher Daniel Soriano, Jr. (New York, 4 gennaio 1997), è un rapper statunitense di origini portoricane.
È salito alla ribalta grazie al suo singolo del 2020 Whoopty, che ha raggiunto la terza posizione della Official Singles Chart britannica e la decima della Billboard Hot 100 statunitense.

## Biografia
Soriano è nato e cresciuto a Staten Island, New York, e ha origini di Yauco, Porto Rico. Suo zio era il vicepresidente della Bad Boy Records.

## Carriera
Soriano ha iniziato a rappare come hobby all'età di 9 anni, e a registrare e caricare canzoni su YouTube e SoundCloud all'età di 14 anni.
Nel luglio 2020, ha autoprodotto il suo singolo Whoopty, campionando Sanam Re di Arijit Singh e ha rappato sul ritmo che CJ ha trovato su YouTube (in seguito i diritti sono stati cancellati). La traccia ha raggiunto la decima posizione della Billboard Hot 100 nel febbraio 2021 e la top tre del Regno Unito.  Ha anche raggiunto la vetta della classifica Billboard Emerging Artists. In seguito ha firmato un contratto discografico con la Warner Records e con la Cruz Control Entertainment, l'etichetta discografica di James Cruz. Ha affermato che varie etichette lo hanno contattato, tuttavia la Warner aveva la "situazione migliore".
Il 26 gennaio 2021, CJ ha pubblicato il singolo "BOP", il seguito di Whoopty.
Il suo EP di debutto Loyalty Over Royalty è stato rilasciato il 19 febbraio 2021, ed è stato prodotto da French Montana. In seguito, Soriano ha firmato per l'etichetta di Montana stesso, la Coke Boys Records.
Il 18 marzo 2021 ha pubblicato un remix di Whoopty con French Montana e Rowdy Rebel.

## Influenze musicali
Le maggiori influenze musicali di Soriano includono gli artisti di New York 50 Cent, Jay-Z, Wu-Tang Clan e Pop Smoke.

## Discografia

### EP
- 2021 – Loyalty over Royalty

### Singoli
- 2020 – Whoopty
- 2021 – Bop
- 2021 – Lil Freak (feat. DreamDoll)
- 2021 – La mamá de la mamá (con El Alfa e Chael Produciendo feat. El Cherry Scom)
- 2021 – You Know (con Funk Flex)
- 2021 – Love 66 (con Farruko)
- 2021 – Replica (con El Alfa)
- 2021 – Red Flag
- 2022 – Dubai
- 2022 – No Face No Case (con Kiko El Crazy)
- 2022 – Millo (con IAmChino)
- 2023 – Big Dog Status (con DJ Drama)
- 2023 – Gangsta
- 2023 – L.O.V.E. (con SiAngie Twins)